# Brutal (singolo)
Brutal è un singolo della cantante statunitense Olivia Rodrigo, pubblicato il 3 settembre 2021 come quinto estratto dal primo album in studio Sour.

## Descrizione
Traccia apripista del disco, Brutal è stata descritta come una canzone alt rock, grunge e pop punk notevolmente influenzata dall'indie. È stata notata una forte somiglianza con il riff del brano Pump It Up di Elvis Costello.

## Video musicale
Il video musicale, diretto da Petra Collins, è stato pubblicato a sorpresa il 23 agosto 2021 sul canale YouTube della cantante e presenta alcuni cameo degli attori Lukas Gage e Nico Hiraga e della modella Salem Mitchell.

## Formazione
- Olivia Rodrigo – voce, cori
- Daniel Nigro – cori, chitarra acustica, chitarra elettrica, programmazione batteria, sintetizzatore, produzione, registrazione
- Erick Serna – basso, chitarra elettrica
- Ryan Linvill – Wurlitzer, programmazione batteria aggiuntiva
- Paul Cartwright – violino, viola
- Mitch McCarthy – missaggio
- Randy Merrill – mastering

## Classifiche
| Classifica (2021) | Posizione massima |
| ----------------- | ----------------- |
| Australia         | 12                |
| Canada            | 13                |
| Grecia            | 38                |
| Lituania          | 93                |
| Nuova Zelanda     | 8                 |
| Perù              | 74                |
| Portogallo        | 14                |
| Repubblica Ceca   | 48                |
| Singapore         | 22                |
| Slovacchia        | 53                |
| Spagna            | 78                |
| Stati Uniti       | 12                |